# 김이안
김이안(1987년 3월 28일 ~ )은 대한민국의 배우이다.

## 출연 작품

### 드라마
- 《아름다운 그대에게》 (2012년, SBS) - 나철수 역
- 《스웨덴 세탁소》 (2014년, MBC every1) - 박기준 역
- 《리치맨》 (2018년, 드라맥스) - 장도일 역
- 《내 뒤에 테리우스》 (2018년, MBC)

### 영화
- 《해적: 바다로 간 산적》 (2014년) - 백치 역
- 《패션왕》 (2014년) - 혁수 역
- 《침묵》 (2017년) - 임태산 수행원 역
- 《꽃손》 (2021년) - 진다 역